# 松本キミ子

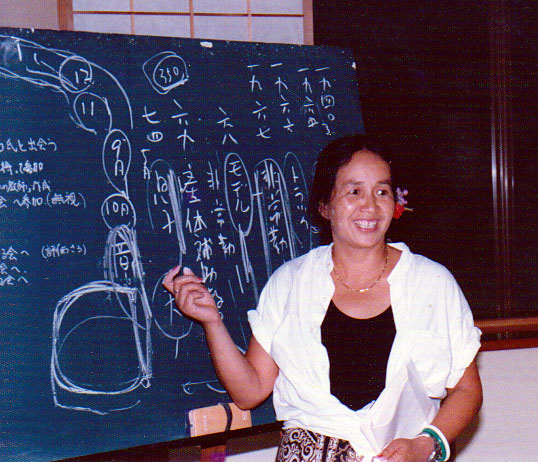
1985年。キミ子方式の歴史を講演中の松本キミ子

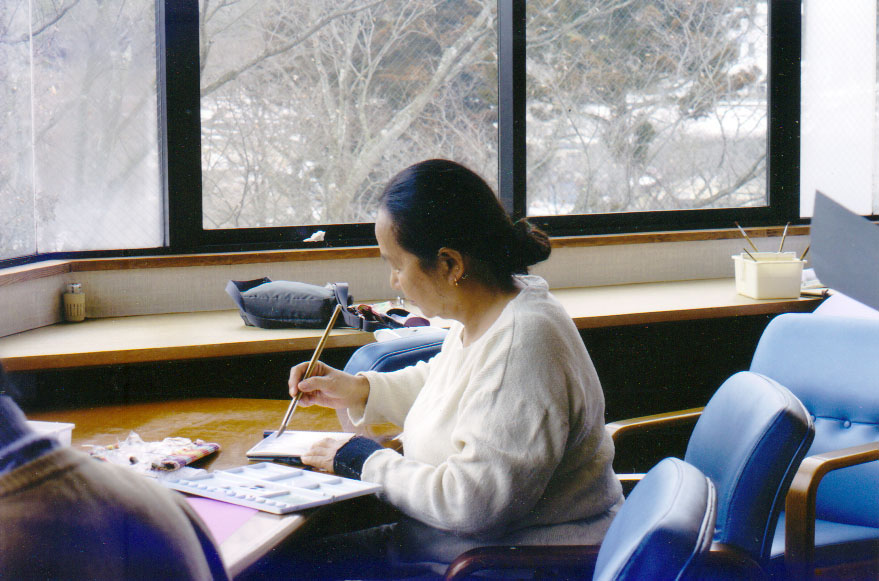
絵を描いている松本キミ子

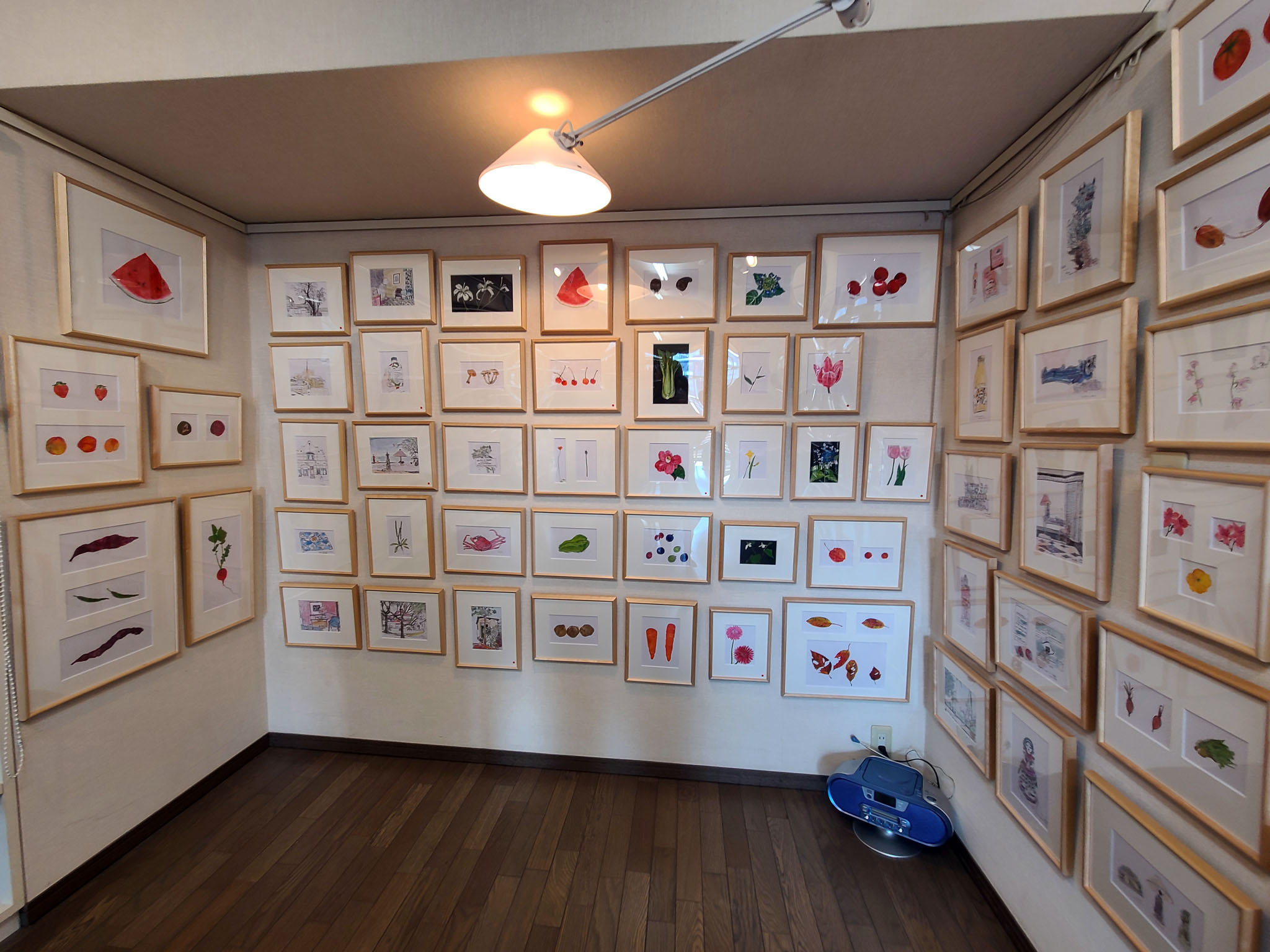
松本キミ子が描いたキミ子方式による作品

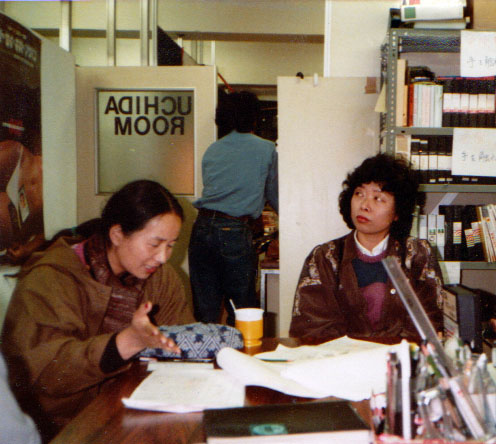
共著者の堀江晴美と原稿を見る松本キミ子

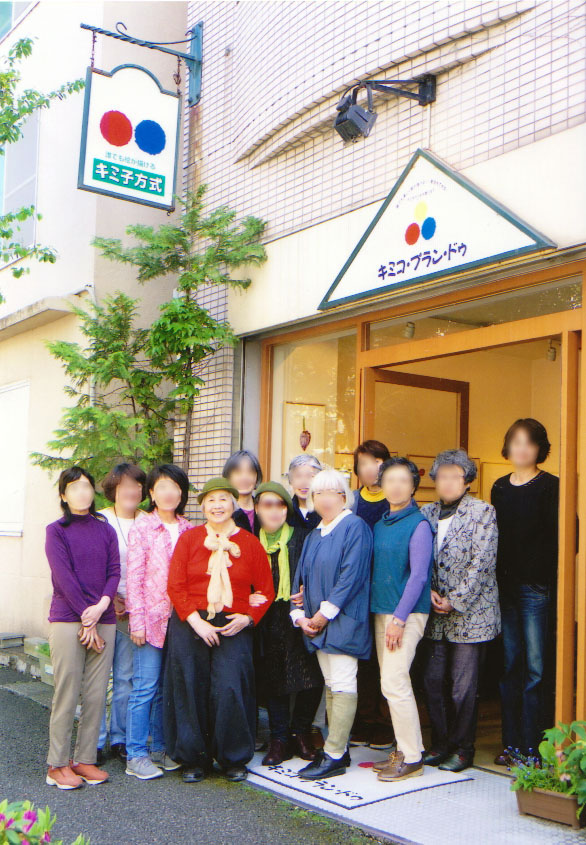
キミコ・プラン・ドゥの前で生徒たちと

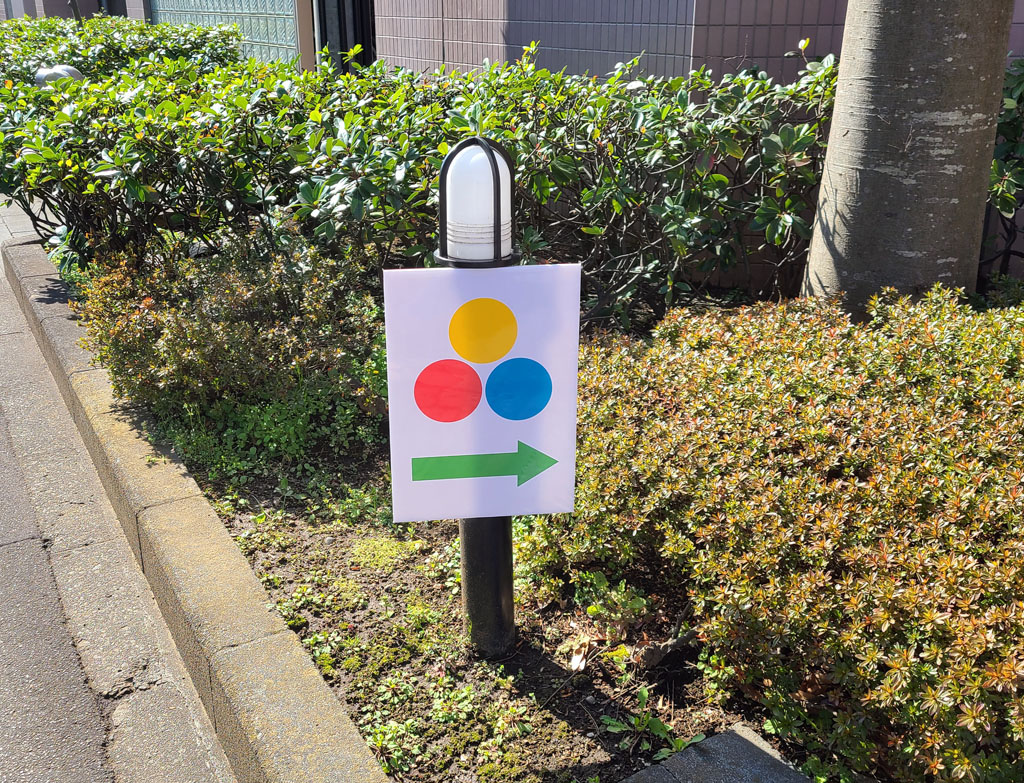
三原色をあしらったキミコ・プラン・ドゥのシンボルマーク

松本 キミ子（まつもと きみこ、1940年5月4日 - 2022年2月23日）は、日本の彫刻家、美術教師、絵画教育の研究者であり、1975年に誰でもたのしく絵が描ける指導方法として「キミ子方式」を発表した。キミ子方式は仮説実験授業研究会に紹介されると広く実践され、その指導法の有効性が確立した。また「美術の授業研究会」と「キミコ・プラン・ドゥ」を設立しアートスクールで多くの人々に絵の描き方を教えた。

## 経歴
- 1940年5月、北海道雨竜郡沼田町に生まれる[注 1]。
- 1957年ごろ、中高時代は絵を描き続けた[4]。
- 1960年、武蔵野美術大学彫刻科に入学。北海道を離れる。
- 1961年、東京藝術大学彫刻科に合格し入学する。
- 1965年3月、東京藝術大学彫刻科卒業。同時期結婚、長男を産む。
- 1965年3月31日、東京都教育委員会より中学校教諭1種（美術）と高等学校教諭1種免許状（美術・工芸）が授与される。
- 1965年から、モデル、トラック運転手[注 2]などをしながら子育て・彫刻・絵画の制作を続ける[注 3]
- 1967年、東京都三多摩地区小中学校産休補助教諭（1982年までで計21校）となる。
- 1975年、多摩市連光寺小学校の産休補助教諭のときに、全く新しい絵画教授法キミ子方式を考える。
- 1976年、東京都日野市立第一中学校勤務のときにキミ子方式の公開授業を実施する。
- 1976年、板倉聖宣に『絵の描けない子は私の教師（第1集）』を送り、板倉が自宅で絵を教えてほしいと松本に返事を送る。
- 1977年、スペインのエウロセントロ・デ・バルセロナ校に1年間の語学留学。ヨーロッパ各地を放浪。[注 4]
- 1978年、板倉聖宣に『絵の描けない子は私の教師（第2集）』を送る。仮説実験授業研究会の例会に出席し、キミ子方式を紹介する[注 5]。
- 1978年、堀江晴美[注 6]に初めて会う。仮説実験授業研究会会員が参加してキミ子方式で絵を描く。
- 1979年、西友デパートで初めて幼児がキミ子方式で絵を描き、幼児にも有効な教授法であることが確認された。
- 1979年、仮説実験授業研究会の機関誌『授業科学研究』（第２巻）に発表された論文を通じて、活動が全国的に広がる
- 1980年、「美術の授業研究会」発足し会代表となる。仮説実験授業研究会会員になる。キミ子方式を老若男女問わず普及させることに専念する。
- 1983年、第1回キミ子方式全国合宿研究大会を白浜にて開催。
- 1984年、第2回キミ子方式全国合宿研究大会を阿蘇で開催。
- 1985年、朝日新聞の「天声人語」にキミ子方式が取り上げられる。
- 1985年7月、東京大学美術学部非常勤講師。
- 1985年8月、キミ子方式普及のための全国訪問と著述活動を始める。
- 1988年、第6回キミ子方式全国合宿研究大会を沖縄で開催。
- 1988年10月、高崎芸術短期大学美術学部油絵科教授となる（1996年6月退職）。
- 1989年、東京駒場で「有限会社キミコ・プラン・ドゥ」を設立。全国的に松本キミ子本人がキミ子方式の普及行脚を始める。
- 1989年5月29日、アートスクール開設。代表は松本キミ子。
- 1990年、青山女子短期大学非常勤講師となる（1993年まで）。
- 1990年10月、浜松短期大学非常勤講師となる。
- 1991年、キミ子方式海外実践チームを作る[4]。
- 1995年4月、共立薬科大学非常勤講師となる（2009年度まで）。
- 1995年、玉川大学文学部教育学科2年生を対象に講演と実技を行う。
- 1996年、国際交流基金助成事業によりトンガ王国でキミ子方式を教える[5]。
- 1996年9月、女子美術大学非常勤講師となる。
- 1998年5月、韓国ソウルで小学生、大学生にキミ子方式を教える。
- 1999年、国際交流基金主催・専門家派遣事業でメキシコとキューバでキミ子方式を教える[6]。
- 1999年2月、共立薬科大学非常勤講師となる。
- 2000年4月、拓殖大学北海道短期大学保育科教授に任じられる。
- 2006年、共栄学園短期大学児童福祉学教授に就任。
- 2006年、北海道旭川市・齋藤牧場内にメゾン・ド・キミコ（キミ子方式資料館）開設。
- 2013年、第30回キミ子方式全国合宿研究大会を長野県飯綱町で開催。[注 7]
- 2022年、2月23日、東京都稲城市の自宅で死去[7][8]。

## キミ子方式
1975年に松本は三原色と白だけを使って、モデルごとに描き始めを決めて、色作りをしながら隣へ隣へと描き進めていく絵画指導法を開発した。松本はそれをキミ子方式と名付けて、臨時教員として小中学校で実践していった。その指導法は仮説実験授業の提唱者板倉聖宣によって高く評価・紹介され、仮説実験授業研究会の会員を中心に多くの学校で実施され、その指導法の有効性が実験的に証明されて普及していった。松本キミ子はキミコ・プラン・ドゥを設立し、多くの人に絵の描き方を教えた。

## 美術教育への考え方
松本は1982年出版の松本キミ子・堀江晴美共著『絵のかけない子は私の教師』（仮説社）のはしがきで「新しい美術教育の夜明けを宣言する」として、次のように述べている。

- 美術の教育にたずさわる者達は、現代作家の流行を追ってまねるか、彼らの仕事に何か深遠なる意味があるかのように誤解している。
- おとなの絵と子どもの絵を区別し、子どもの大胆で単純でしかも幼稚である絵をもって「子どもらしい素直な感情が表われているからいい絵だ」と評価してきた。そしてそれが、現代美術教育のはなばなしい成果であると、誇大に宣伝してきたのではなかったか。
- 美術教育の主流は、絵を描く方法を分析的部分的にとらえ、全体的・綜合的にせまる「ものへの主体的な問いかけ」を全く忘れてしまっている。すべての人たちは「作者の絵を描く喜びと、できあがった作品の生命感」を決定的には重視していない。
- もしも、現代作家の作品群、あるいは児童の展覧会の作品群に疑いをもつ人なら、私のこの方法をわかってくれるだろう。それ以上に、絵を描けない思いをさせられてきた無名の大勢の人たちは、きっと信じてくれるだろう。
- もし、あなたが私のこの方法を信じ、その通り絵を描くなら、ただちに描けるようになるだろう。そして描いた人自身が信じられない、見た人も信じられない程のすばらしい生命感にあふれる作品が生まれるだろう。年齢にかかわりなく、ただ人間という誇りをもっている人なら誰でも満足できる、そういう作品がきっとできることを私は確信している。
- そしてあなたがこの方法の原理を納得し、他人に伝えたいと思うなら、いつでもどこでも、ただちに他人に説明ができるようになるだろう。そしてあなたは絵を描く喜びを通じて、この地球上に多くに友人をもつことができるあろう。
- 絵が描ける喜びは、どういうことかを教えてくれたのも産休補助教員をしていたときに出会った小中学生だ。絵が描けるということは、まず描いた作者が、例えばりんごを描いたら、りんごに見えるものが描けたたと思えること。そしてその絵を「私の描いたりんごの絵を見て」と誰かに見てもらう。その絵を見た作者以外の人に「わあ、おいしそうなりんごが描けてる」と言ってもらえることだ。この2つがあって始めて絵を描けた喜びがくる。

## 主な著書
- 『三原色の絵の具箱』、堀江晴美 共著. ほるぷ出版、 1982.7
- 『絵のかけない子は私の教師』、堀江晴美 共著. 仮説社、 1982.10
- 『地球ってほんとにまあるいの? (オリジナル入門シリーズ)』、板倉聖宣 著、 松本キミ子 画. 仮説社、 1983.8
- 『教室のさびしい貴族たち』、仮説社、 1985.5
- 『ひろびろ三原色 続』、ほるぷ出版、 1986.7
- 『宇宙のものみんな描いちゃおう : 植物・動物・人工物の描き方 キミ子方式』、太郎次郎社、 1987.2
- 『ひろびろ三原色 彫刻編』、ほるぷ出版、 1987.3
- 「なぜ、キミ子方式で、やらないの? (「教育技術の法則化」論文への注文<特集> ; 第3期「誰でもできる楽しい図画工作」を読んでの注文)雑誌記事」、『現代教育科学』 30(9) 1987.09 pp.83～85
- 『はがき絵の描き方 : 赤・青・黄色で描ける!! キミ子方式・画用紙でできる』、日貿出版社、 1988.8
- 『キミ子方式魅力事典 : 市民のための美術入門』、高橋芳宏 共著. ほるぷ総連合・ほるぷ教育開発研究所、 1988.11
- 『絵を描くっていうことは』、仮説社、 1989.4
- 『ごちゃまぜカメレオン : ぬりえ絵本』、エリック=カール さく、 やぎたよしこ やく、 松本キミ子 ぬりかた指導. 偕成社、 1991.7
- 『キミ子方式カット・スケッチの描き方 : スケッチブックをもって出かけよう : 身のまわりのものから旅の思い出まで』、仮説社、 1999.10
- 『誰でもできるカットの描き方 (楽しい独学シリーズ)』、日貿出版社、 1990.11
- 『八〇歳の母が絵を描いた : キミ子方式を楽しむ四人の女たち』、日貿出版社、 1993.5
- 『三原色で描く四季の草花 : 松本キミ子のフィールドノート 誰でも本物ソックリの絵が描ける』、画期的絵画入門の本 (Man to man books)、山海堂、 1993.7
- 『三原色のフィールドノート : 何歳からはじめても、本物そっくりにすぐ描ける 1』、山海堂、 1995.6
- 『三原色のフィールドノート : 何歳からはじめても、本物そっくりにすぐ描ける 2』、山海堂、 1995.6
- 『三原色のフィールドノート : 何歳からはじめても、本物そっくりにすぐ描ける 3』、山海堂、 1995.6
- 『三原色のフィールドノート : 何歳からはじめても、本物そっくりにすぐ描ける 4』、山海堂、 1995.6
- 『三原色のフィールドノート : 何歳からはじめても、本物そっくりにすぐ描ける 5』、山海堂、 1995.6
- 『三原色のフィールドノート : 何歳からはじめても、本物そっくりにすぐ描ける 6』、山海堂、 1995.6
- 「絵本と私と教育と (特集 子どもと読書)」、『教育と医学』、教育と医学の会 編 45(1) 1997.01 p.29～34
- 『モデルの発見』、仮説社、 1999.8
- 『キミ子方式スケッチ入門 : 逆転の発想で、誰でも絵が描ける (JTBキャンブックス)』、JTB、 2001.4
- 『はじめてでも楽しみながら絵が描ける : キミ子方式によるアートセラピー (シニアライフ・シリーズ ; 7)』、松本一郎 著、 松本キミ子 監修. 生活ジャーナル、 2002.12
- 『キミ子方式スケッチ入門 : 逆転の発想で誰でも絵が描ける (楽学ブックス. アート ; 1)』、JTBパブリッシング、 2008.3
- 『三原色で描く四季の草花 : 松本キミ子のフィールドノート : 誰でも本物ソックリの絵が描ける』、画期的絵画入門の本 新装版、日貿出版社、 2010.3